# リズム天国ゴールド
『リズム天国ゴールド』（リズムてんごくゴールド）は、任天堂より2008年7月31日に発売されたニンテンドーDS用音楽ゲーム（公称ジャンルは"ノリ感ゲーム♪"）。
2006年8月3日に任天堂より発売された『リズム天国』の続編。

## システム
今作ではDS本体を縦持ちにし、タッチペンを使用してプレイする。プレイヤーの利き手に合わせ、タイトル画面にて「右キキ」（タッチパネルを右側）と「左キキ」（タッチパネルを左側）との設定変更が可能。
ゲーム中に流れる音楽のリズムに合わせる基本ルールは前作と同様。リズムゲームは1〜3分程度のシンプルな内容で、全10ステージ×各4種類で合計40種類を収録。これに加え、各ステージの最後には「リミックスステージ」が登場する。
各リズムゲーム終了後「やりなおし」、「平凡」、「ハイレベル」いずれかの評価が現れ「平凡」以上を出せばクリア。同時に成績により「ノリ感」数値が上下する。「ノリ感」数値の最大値は140。「ハイレベル」を出せばメダルが入手でき、これを集める事でエンドレスゲーム（ミニゲーム）、リズムおもちゃ、ギターレッスンなどのおまけ要素が出現する。
「やりなおし」になっても上手かった所があればそこを褒めて「いいトコあるヨ!ガンバッて!」と励ましたり、1つのリズムゲームを何度やっても「やりなおし」になりどうしても進めない時に「喫茶店」に行くとそのリズムゲームを飛ばしてくれたりと、初心者にも配慮した作りとなっている。
時おり「ハイレベル」を出したリズムゲームに対して「パーフェクトキャンペーン」が行われる事があり、一度もミスなくクリアする事で別のおまけ要素が出現する。

## スタッフ
前作に引き続き、シャ乱Qのつんく♂がプロデュースおよび楽曲を提供。リズムゲームにはつんく♂プロデュースユニットであるキャナァーリ倶楽部、THE ポッシボー歌唱のオリジナル楽曲も収録されている。一部リズムゲームやシステム部分のBGMは任天堂の米政美が作曲を担当している。

## 登場ゲーム及びキャラクター
★印が表記されたものは『リズム天国 ザ・ベスト+』に収録、☆印は『リズム天国 ザ・ベスト+』に収録しているが、エクストラとして収録されているものである。

### ベーシック
リズムの基礎を学ぶ前半6ステージ。なお、この呼称はステージ6に登場する「ロッカー」をクリアするとできるギターレッスンのコースに因んでいるが、ゲーム中にはこの呼称はない。

#### ステージ1
ステージ1-1「組み立て」　
ベルトコンベアを流れてくるパーツを音階にあわせて弾く。通常は「ドレミファソ」の「ソ」のタイミングで弾くが、「ソラシドレ」、「ラシドレミ」と違う音階になる場合があり、これらは全て5番目の音に合わせる必要がある。また、途中でパーツ以外の画面が暗くなり、音だけを頼りにしなければならない。
- 登場キャラクター「組み立てキット」
- おまけ要素「緑の組み立ての曲」

ステージ1-2「コーラスメン」★
プレイヤーは3番目のコーラスメンとなり、他の二人に合わせて合唱する。なお、画面をタッチしない限り声を出し続ける。途中、「あ、みんなで」と言う声が聞こえたら、弾く動作が必要になる。また、前の二人が声を出している時は、一斉に口を閉じさせる必要がある（3DS版では閉じるタイミングも指揮されるため分かりやすくなった）。
- 登場キャラクター「コーラスメン」
- おまけ要素「コーラスメン白の曲」

指揮者のようなリーダーは、前作に登場した「パチパチ三人衆」のメンバーである。
ステージ1-3「ロボット工場」★
ベルトコンベアを流れてくるロボットにエネルギーを注入させる。タッチした長さで注入量が決まり、入れ過ぎると爆発してしまう。途中で裏拍で注入するようになる。
『リズム天国 ザ・ベスト+』では、『みんなのリズム天国』の同名のゲームと収録されているため、「(かえってきた)ロボット工場・オイル」と区別される。 
- 登場キャラクター「ロボットたち」
- おまけ要素「読みモノ：ロボット整備手帳」

標準サイズの「ロボエム」、大型サイズの「ロボエル」の2タイプがあり、ロボエルは、ロボエムの2倍の燃料を注入する必要がある。また、彼らは他のロボットが自分より多く燃料を注入されると嫉妬するAIが備わっている。また、数フレーム分のズレもない状態で注入を完了させると喜んで飛行する。
ステージ1-4「アイドル」★
プレイヤーはアイドルのファンのサルとなり、アイドルの歌に合わせて他のファンと全く同じ動き（手拍子、ジャンプ）を行う。
- 登場キャラクター「アイドル」
- おまけ要素「アイドルの曲：ドキッ!こういうのが恋なの?」

曲は「ドキッ!こういうのが恋なの?」。歌っているのは、元キャナァーリ倶楽部のえり〜なこと、橋口恵莉奈。なお、『リズム天国 ザ・ベスト+』では、バクステ外神田一丁目のあり〜さこと、針尾ありさが歌っている。
ステージ1リミックス「1stリミックス」　
最初のリミックス。またこのリミックスのみどのようなアレンジか説明されない。
- 登場キャラクター「ステージ1の登場キャラクター全員」
- おまけ要素「読みモノ：歌詞カード1」

#### ステージ2
ステージ2-1「ピンポン」★
曲に合わせて卓球をする。合図がすると1ラリー分テンポが速くなる。
『リズム天国 ザ・ベスト+』では、「かえってきたピンポン」として登場している。 
- 登場キャラクター「ピンポン人」
- おまけ要素「ピンポンの曲」

前作の登場キャラクター「スペースダンサーズ」と同一人種である事を示す内容がゲーム中に記述されている。
ステージ2-2「シューティング」★
画面上から現われる敵を現われたタイミングと同じタイミングで撃墜させる。
『リズム天国 ザ・ベスト+』では、「かえってきたシューティング」として登場している。 
- 登場キャラクター「コスモアタッカーズ」
- おまけ要素「シューティングの曲」

オペレータの女の子は彼氏募集中とのこと。
ステージ2-3「ブルーバーズ」★
プレイヤーは3番目の鳥となり、画面上にいる隊長の指示に従った動きをする。
- 登場キャラクター「ブルーバーズ」
- おまけ要素「読みモノ：隊員日誌」

鳥たちの間でも憧れになっている軍隊みたいな組織。入隊した彼らは、厳しい訓練を重ねるが足の強化ばかりで自分で空を飛ぶ事がないことに疑問を持っている隊員たちもいるらしい。
ステージ2-4「モアイソング」
プレイヤーはモアイ像となり、相手のフレーズをまねる。
- 登場キャラクター「モアイコ」、「モアイオ」
- おまけ要素「読みモノ：モアイ語講座」

相手のフレーズをまねるというのは、相手の言葉に対し、同意の気持ちを表しているらしい。少しでも間違えると否定的な返事をしたことになり、関係にヒビが入ることもあるとのこと。またリズムにノれていないと、ノリノリワタリフンドリ科のカモメに糞を落とされる。
ステージ2リミックス「2ndリミックス」
南国風のBGMに合わせてステージ2のゲームをまとめて行う。
- 登場キャラクター「ステージ2の登場キャラクター全員」
- おまけ要素「読みモノ：プロフィール1」

#### ステージ3
ステージ3-1「ラブコール」
プレイヤーは、メスのギロトカゲ「ギロちゃん」（黄色いトカゲ）となり、オス（緑のトカゲ）の尻尾を横に振る求愛行動に対し、同時に行動しないといけない。
タッチしたままタッチパネルをこすって音を出す（はじく必要はない）。
- 登場キャラクター「ギロちゃん」
- おまけ要素「読みモノ：いきもの図鑑」

カーニバルの時期になると繁殖期をむかえ、お祭り騒ぎの中で番を作るというノリの軽い動物らしい。
ステージ3-2「ドッスン農園」
プレイヤーは農家となり、畑に埋まっている野菜やモグラを引き抜いていく。モグラは少し弾くタイミングが早い。
- 登場キャラクター「レシーブくん」
- おまけ要素「読みモノ：募集チラシ」

埋まっている野菜は、前作に登場した「ヘアーベジタボーズ」。
ステージ3-3「カメラマン」★
高速で通り過ぎる二種類の車を撮影する。
- 登場キャラクター「カメラマン」、「観客たち」
- おまけ要素「読みモノ：彼女のぼやき」

時々カメラに写るのは「忍者」、「こっそりラット」、「しろいおばけ」、「ラップメン」、「DJ SALU」、「サル」、「パチパチ三人衆」と、前作に登場したキャラクターが多数登場している。
ステージ3-4「ボックスショー」☆
プレイヤーは右下の女の子となり、曲に合わせてダンスをする（主にしゃがんでから勢いよく立ち上がる）。プレイヤーがミスをすると、他のメンバーに睨まれる。中途半端なタイミングで立ち上がるとメンバーがずっこけて恥ずかしがる。
- 登場キャラクター「箱入り6人娘」
- おまけ要素「ボックスショーの歌：恋のRungRungパラダイス」

歌っている曲はTHE ポッシボーが歌う「恋のRungRungパラダイス」。なお、ゲーム中のキャラクターのモデルは本人ではないらしい(ただし、「ザ・ベスト+」では、THE ポッシボーのメンバーがモデルにされている)。
ステージ3リミックス「3rdリミックス」
演歌風ブルースに合わせてステージ3のゲームをまとめて行う。
- 登場キャラクター「ステージ3の登場キャラクター全員」
- おまけ要素「読みモノ：歌詞カード2」

#### ステージ4
ステージ4-1「しゅぎょう」★
相手の掛け声に合わせてまんじゅうを食べる。「イー、アー、サン、スー」の掛け声の時は3つ連続で食べ、「よよっとと」の掛け声は「とと」に合わせて2つ連続で食べる。タイミングよく食べると髭が生える。
『リズム天国 ザ・ベスト+』では、子持ちになっている上、眉毛も伸びる。
- 登場キャラクター「修行おとこ」
- おまけ要素「しゅぎょうのテーマの曲」

ステージ4-2「DJスクール」
プレイヤーは生徒（青）になって、先生（黄）の指示でスクラッチを行う。なお、ゲーム中で宣言しているとおり「なんちゃってDJ」なので、DJの技術は教えていない。
『リズム天国 ザ・ベスト+』では、作品は収録してはいないが、DJイエロー&生徒がモリモリリミックスのエアーバッターに登場している。
- 登場キャラクター「DJイエロー＆生徒」
- おまけ要素「読みモノ：生徒募集DM」

ステージ4-3「応援団」
プレイヤーは青組の応援団となり、赤組の太鼓と同じフレーズを叩く。後半は顔色が赤くなりスピードアップする。
- 登場キャラクター「ドンドコ応援団」
- おまけ要素「読みモノ：応援の心得」

太鼓の叩き方一つに意味があるらしい。
ステージ4-4「恋の実験室」
プレイヤーは真ん中の女性研究員となり、隣の男性研究員から投げ渡されたフラスコを振ったり隣に投げ渡したりする。
- 登場キャラクター「恋の研究員たち」
- おまけ要素「読みモノ：新人研究員の日記」

男性研究員は新人である女性研究員の憧れの先輩。隣の研究員は怪しげな被り物をしているが悪い人ではないとのこと。
ステージ4リミックス「4thリミックス」
ポップスなBGMに合わせてステージ4のゲームをまとめて行う。
- 登場キャラクター「ステージ4の登場キャラクター全員」
- おまけ要素「読みモノ：脇役紹介1」

#### ステージ5
ステージ5-1「シンクロ」
プレイヤーは3番目の女の子となり、他の二人と同じタイミングで水に潜ったりジャンプしたりする。
- 登場キャラクター「シンクロ三姉妹」
- おまけ要素「シンクロの曲」

なお、リミックス5、リミックス9では、三兄弟になっている。
ステージ5-2「ショートライブ」☆
プレイヤーは白いゴーストとなり、緑のゴーストと一緒にエンドフレーズのギターを演奏する。テンポが違う曲が全部で8曲（約1分半）ある。最初の曲と最後の曲は常に同じだがそれ以外の曲の順番はランダムである。
- 登場キャラクター「スモールゴースターズ」
- おまけ要素「読みモノ：告知ビラ」

なお、ライブはAさんの家のテーブルの上を勝手に占拠して行っているとのこと。ちなみにチケットは前売りも当日も3800円。
ステージ5-3「犬忍者」★
飛んでくる野菜をタイミングよく切る。時々タイヤやフライパンが飛んでくる場合があるが、関係なしに切らなくてはならない。
- 登場キャラクター「犬忍者」
- おまけ要素「読みモノ：犬忍外伝」

ステージ5-4「ケロケロダンス」★
プレイヤーはバックダンサーのカエルとなり、赤いカエルの指示に合わせて様々な動きを行う。また、指示がない時は常に拍子に合わせる必要がある。
- 登場キャラクター「ケロケロ合唱団」
- おまけ要素「ケロケロダンスの歌：明るいロケンロー」

ボーカルの青いカエルは、ゲームを初めて起動した時イントロダクション画面で初登場する。歌っている曲はおっちゃま（つんく♂）が歌う「明るいロケンロー」。
ステージ5リミックス「5thリミックス」
ロックなBGMに合わせてステージ5のゲームをまとめて行う。
- 登場キャラクター「ステージ5の登場キャラクター全員（ただしシンクロ三姉妹が三兄弟となっている）」
- おまけ要素「読みモノ：歌詞カード3」

#### ステージ6
ステージ6-1「リフティング」
プレイヤーは一番手前のキャラクターとなり、リフティングを続ける。時折、ハイキックを出す時がある。
- 登場キャラクター「リフティングマン」
- おまけ要素「リフティングの曲」

リフティングマンというのは一つのチームになっているため、複数のリフティングマンが存在する。
ステージ6-2「ウラオモテ」★
通常の拍と裏拍を切り替えながらダンスをする。最初は表拍だが「はっはーい」という合図で裏拍になり、「ん・は、ん・は」の掛け声で表拍に戻る。
- 登場キャラクター「ウラオモテ人」
- おまけ要素「ウラオモテの曲」

離れてみると、バロック時代の音楽家のようなモザイクアートが現われる。
ステージ6-3「ロッカー」
プレイヤーはロッカーの弟子となり、ロッカーの演奏に合わせたり同時に演奏したりする。
- 登場キャラクター「ロッカー」
- おまけ要素「ロッカーの曲」

ギターレッスンでも彼らが登場する。
ステージ6-4「カラテ家」☆
前作のカラテ家と同じだが、新たに蹴りの動作が加わった。電球の後にタルが飛んで来るので、「パンチ キーック」の「パ」でタルを壊して「キ」で爆弾を蹴り飛ばさないといけないが、電球なしでタルが飛んでくることもある。
『リズム天国 ザ・ベスト+』では、「カラテ家キック」として登場している。 
- 登場キャラクター「カラテ家」
- おまけ要素「カラテ家の歌：Rainy〜雨に打たれて〜」

曲はキャナァーリ倶楽部が歌う「Rainy〜雨に打たれて〜」。
なお、最初のパンチキックの爆弾を外すと「平凡」が確定。そして、最後の植木鉢を外すと、問答無用で「やりなおし」になる。
ステージ6リミックス「6thリミックス」
宇宙風のBGMにあわせてステージ6のゲームをまとめて行う。
- 登場キャラクター「ステージ6の登場キャラクター全て」
- おまけ要素「読みモノ：歌詞カード4」

このゲームをクリアすると、スタッフロールと、キャスト紹介になる。

#### スタッフロール
スタッフロール「エアボーダー」★
プレイヤーは1番うしろのエアボーダーとなり、前の二人に合わせて障害物をかわして行く。
- 登場キャラクター「エアボーダー」、「犬」

曲はTAKERUの歌う「That'sパラダイス」。スタッフロールを見ると、プレイできるようになる（初回はオートプレイ）。

### テクニカル
難易度が上昇した後半4ステージ。この呼称はステージ10に登場する「ロッカー2」をクリアするとできるギターレッスンのコースに因んでいるが、ゲーム中にはこの呼称はない。

#### ステージ7
ステージ7-1「組み立て2」
ステージ1-1の難易度上昇版。従来のパーツに加え高速で流れてくるパーツがある。なお、通常のリズムとは異なるリズムで流れてくるパーツもあり、2つのパーツをはずすだけで、判定が「やりなおし」になることがある。
- 登場キャラクター「組み立てキット」
- おまけ要素「読みモノ：組み立て品質標語」

ステージ7-2「ボックスショー2」
ステージ3-4の難易度上昇版。ヨーデルのようなアレンジが加わり、ダンスのパターンがさらに増えている。
- 登場キャラクター「箱入り6人娘」
- おまけ要素「ボックスショー2の曲：恋のRungRungパラダイス」

ステージ7-3「ケロケロダンス2」★
ステージ5-4の難易度上昇版。インストアレンジされ、テンポアップしている。
『リズム天国 ザ・ベスト+』では、「ケロケロナイト」として登場している。 
- 登場キャラクター「ケロケロ合唱団」
- おまけ要素「ケロケロダンス2の曲：ケロケロSAX」

ステージ7-4「アイドル2」★
ステージ1-4の難易度上昇版。合いの手が3種類に増え、曲は2番まで歌うようになる。
『リズム天国 ザ・ベスト+』では、「うれっこアイドル」として登場している。
- 登場キャラクター「アイドル」
- おまけ要素「アイドル2の歌：ドキッ!こういうのが恋なの?」

曲が終了した後、サル達がリズム関係無しに拍手する場面があるが、このときに拍手をしなかったり、他のサルよりも先に拍手をすると、隣のサルに睨まれてしまう。
ステージ7リミックス「7thリミックス」
BGMは「ショートライブ」の一曲目のロングバージョン。ここからリミックスに出てくるゲームがごちゃまぜとなるが、そのステージに出てきたゲームは必ず一回は登場する（ただしステージ7では唯一「組み立て」はここでは入っていない）。
- 登場ゲーム「アイドル」、「ボックスショー」、「DJスクール」、「ケロケロダンス」、「ショートライブ」
- おまけ要素「読みモノ：歌詞カード5」

#### ステージ8
ステージ8-1「ピンポン2」★
ステージ2-1の難易度上昇版。テンポがかなり速くなっているうえ、高速でラリーを続ける場面（練習あり）がある。
『リズム天国 ザ・ベスト+』では、「コスモピンポン」として登場し、ピンポン人もコスモダンサーズに変わっている。 
- 登場キャラクター「ピンポン人」
- おまけ要素「読みモノ：ピンポンの賞状」

ステージ8-2「ロボット第2工場」
ステージ1-3の難易度上昇版。通常の3分の1のエネルギーを注ぐ小型ロボット「ロボエス」が登場したり、停電になったり、裏の裏拍という微妙なタイミングで注入しなければならない場面がある。
- 登場キャラクター「ロボットたち」
- おまけ要素「ロボット第2工場の曲」

ステージ8-3「ブルーバーズ2」
ステージ2-3の難易度上昇版。若干テンポがアップしている。
- 登場キャラクター「ブルーバーズ」、「レシーブ君」、「カラテ家」（回想シーンで登場）
- おまけ要素「ブルーバーズの曲：北のブルーバーズ」

なお、舞台は北国となっている。
ステージ8-4「ウラオモテ2」
ステージ6-2の難易度上昇版。テンポは下がっているが、全体的に跳ねるリズムになった。
- 登場キャラクター「ウラオモテ人」
- おまけ要素「読みモノ：ウラ話」

ステージ8リミックス「8thリミックス」
かなりテンポが速いほか、ゲームの切り替えが多い。
- 登場ゲーム「ピンポン」、「犬忍者」、「応援団」、「ロボット工場」、「ウラオモテ」、「カメラマン」、「カラテ家」、「しゅぎょう」、「ブルーバーズ」
- おまけ要素「読みモノ：プロフィール2」

#### ステージ9
ステージ9-1「モアイソング2」
ステージ2-4の難易度上昇版。終盤は夜になる。
- 登場キャラクター「モアイコ」、「モアイオ」
- おまけ要素「夜までモアイソングの曲」

ステージ9-2「カラテ家2」
ステージ6-4の難易度上昇版。テンポが若干上がり、3つ連続で植木鉢が飛んでくる頻度が高い。
- 登場キャラクター「カラテ家」
- おまけ要素「カラテ家ビート：Rainy-雨に打たれて-」

ステージ9-3「コーラスメン2」
ステージ1-2の難易度上昇版。海辺を舞台に、エコーがかかったBGMでプレイ。
- 登場キャラクター「コーラスメン」
- おまけ要素「読みモノ：リーダーの手記」

ステージ9-4「リフティング2」
ステージ6-1の難易度上昇版。ウエスタンアレンジされている。
- 登場キャラクター「リフティングマン」
- おまけ要素「読みモノ：タマけりエッセイ」

ステージ9リミックス「9thリミックス」
ゲーム中でアドバイスしているとおり、「リフティング」に切り替わるタイミングが重要になり、「コーラスメン」、「モアイソング」、「ドッスン農園」の3つが終わる時に聞こえる声を頼りにしないといけない。
- 登場ゲーム「モアイソング」、「コーラスメン」、「リフティング」、「ドッスン農園」、「シューティング」、「カラテ家」、「シンクロ」、「組み立て」
- おまけ要素「読みモノ：脇役紹介2」」

#### ステージ10
ステージ10-1「シューティング2」
ステージ2-2の難易度上昇版。敵の出現パターンが複雑なものに変わる。何度も墜落させるとノーミスでも平凡になる。「シューティング」の8連射からスタートとなる。
- 登場キャラクター「コスモアタッカーズ」
- おまけ要素「読みモノ：クルーの手帳」

ステージ10-2「シンクロ2」
ステージ5-1の難易度上昇版。ジャズアレンジされ、パターンが複雑なものに変わる。
- 登場キャラクター「シンクロ三姉妹」
- おまけ要素「読みモノ：週刊シンクロ」

ステージ10-3「しゅぎょう2」
ステージ4-1の難易度上昇版。基本的なリズムは変わらないが、かなり長くなっている。
- 登場キャラクター「修行おとこ」
- おまけ要素「読みモノ：目撃情報」

ステージ10-4「ロッカー2」
ステージ6-3の難易度上昇版。チョーキングというテクニックを使うため、このゲームのみR(L)ボタンを使う必要がある。
- 登場キャラクター「ロッカー」
- おまけ要素「読みモノ：月刊ギター」

ステージ10リミックス「10thリミックス」
このゲームに登場した全てのゲームをメドレー形式で行う。全体的に速いが、特にドッスン農園・リフティング・ラブコール・ショートライブが異常に速いので注意。
- プレイ順

「カラテ家」→「モアイソング」→「ドッスン農園」→「組み立て」→「ボックスショー」→「恋の実験室」→「ラブコール」→「シンクロ」→「ピンポン」→「ロッカー」→「ブルーバーズ」→「リフティング」→「シューティング」→「ウラオモテ」→「アイドル」→「エアボーダー」→「コーラスメン」→「ロボット工場」→「しゅぎょう」→「応援団」→「ケロケロダンス」→「ショートライブ」→「カメラマン」→「DJスクール」→「犬忍者」→「カラテ家」
- 登場キャラクター「全員」

なお、シューティングの途中でウラオモテ人が出て来る事があるが、撃たずにウラオモテに移る。ウラオモテからアイドルに移ってミスタッチしてもパーフェクト失敗にはならない。
- おまけ要素「読みモノ：謎のリズム組織より」

## メダルコーナー
「ハイレベル」の判定の際に得ることのできるメダルを貯めると、メダルコーナー内のボーナスゲームをプレイできる。

### エンドレスゲームズ
全6種類のゲーム。
1.コイントス★
メダル2枚以上でプレイ可能。
はじいてコインを空中に放り投げ、3カウントののちにタイミング良くコインを捕る。
最初は正確な3秒だが、レベルが上がる毎にだんだん3カウントが遅くなる。タイミングよく捕れなかった場合、回数はリセットされる。
2.シューティング
メダル7枚以上でプレイ可能。
概要は「シューティング」及び「シューティング2」と全く同じだが、エンドレスになっている。ステージ（背景）毎に8回敵と戦い、ステージ5をクリアすると、1周することができる。
2周目以降になると、敵の出現パターンがランダム化し、攻撃の当たり判定が厳しくなる。また、3周目では攻撃の際にBGMの音量が小さくなったり、4周目以降では無音状態になったりする。
因みに、ステージ1は「シューティング」、ステージ5は「シューティング2」と同一の背景である。4周目以降の背景は、色も含めて全てランダム化する（但し、4周目の最初の背景は必ず1周目の最初の背景になる）。
攻撃できないと画面右のライフが減少し、0になった時に攻撃できなければゲームオーバーとなる。
3.トンネル
メダル12枚以上でプレイ可能。
BGMに合わせ、常に一定のタイミングでカウベルを叩き続ける。タイトル通り、所々にトンネルがあり、トンネルの中ではBGMの音量が小さくなる。
タイミングが大きくずれた状態が続くと、運転手の女性が急ブレーキをかけて怒り、ゲームオーバーとなる。
4.ゐあひ斬り外伝
メダル17枚以上でプレイ可能。
タッチ操作で板を踏み、はじく操作で斬る。斬るものは、スイカ（普通に踏んで斬る、1点）・魚（2回踏んでから斬る、2点）・お面（踏んだ後、数カウント後に斬る、2点）の3種類。背景が満月になっている間は斬ったものの中から出る小判の数が10倍になる。
ライフが0になるとおわりとなるが、2ターンに1回現れる黄色い魚を斬ると残りライフが1増える（ライフは最大5つ）。7周目以降はパターンがランダム化する。
周回したときに「加速！」という言葉が入るが、たまに「加速？」や、ごくたまに「加速（棒読み）。」という違った言い方をすることがある。
5.バー
メダル22枚以上でプレイ可能。
タッチ操作やはじく操作を使い分けてグラスを叩いて演奏し、悲しげな女性を慰める。前の3人のお手本に合わせて操作する。
2度連続で失敗すると女性が帰ってしまい、ゲームオーバーとなる。
8往復するごとにテンポが徐々に上がっていく。
6.リズムーブ
メダル27枚以上でプレイ可能。
マス目の中を上下左右に動いて後から追いかけてくる鬼に捕まる前にゴールにたどり着くゲーム。ただし、自機の周りにある矢印が光っている方向にしか進むことができない（↑↓→←の順に光る）。鬼は一定ごとに進むがステージ31～40はプレイヤーと同じ速度で進むので、ミスがほぼ許されない。
ステージ21～30は壁が無く、間違った方向に進むと落ちてミスとなる。
40ステージ目をゴールすると、ステージ1に戻り周回する。また、1周するごとにテンポが倍速し、進むタイミングが更に難しくなる。
鬼に捕まるとライフが減り、0になるとゲームオーバーとなる。
ステージ10、20、30、40にあるハートを取るとライフが1つ増え、次回プレイ時にステージセレクトができるようになる（ステージ1、11、21、31が選択可能）。

### リズムおもちゃ
全7種類。
1.名刺
メダル1枚以上でプレイ可能。
タッチスクリーンを回すようにスライドさせると音が鳴る。リズムよくスライドさせるとドラムの音がなり、男性（土寸太郎）の表情が変わる。
2.電話
メダル4枚以上でプレイ可能。
受話器を取り出すと、1 - 9（5のみ♪に変わっている）のボタンが押せる。ボタンを押すと音が鳴る。
また、ゲーム内のどこかにある特定の電話番号を入力すると、特別な音声を聞くことができる。
3.スロット
メダル8枚以上でプレイ可能。
スイッチが光るタイミングに合わせてスイッチを押す。
絵がそろえられたら後ろのコインの山が高くなり、そろえられなかったら低くなる。
4.タコマシーン
メダル11枚以上でプレイ可能
タッチでしぼみ、離すと元に戻る。はじくとコルクを発射する。
コーラスメンのように上の2匹のタコに続いて同じ行動をし、他のタコに合わせられないとやりなおしとなる。
ループするごとにテンポが速くなっていき最終的にはとても速くなる。

5.ビートマシーン
メダル14枚以上でプレイ可能
リズムに乗ってチョンタッチしてドラムを鳴らす。少し長いタッチをしてからはじくとシンバル。
続けていくと楽器が増え、最終的にエンドレスゲームズの「トンネル」のBGMが流れる。
6.パンチングマシーン
メダル19枚以上でプレイ可能
リズムに乗ってタッチするとドラムの音が鳴り、タッチするタイミングを変えるとパンチの方法が変わり音も変わる。DEMOを押すと、お手本が見られる。
7.かっぱDJ
メダル24枚以上でプレイ可能
1から8のボタンがあり、タッチするとDJスクールの音が流れる。
レコードをタッチすると、BGMが止まり、そのままはじくとスクラッチ音が出る。

### ギターレッスン
ベーシックコース
「ロッカー」クリアで開放。
- ドッスン農園の曲　　メダル15枚以上
- コーラスメンの曲　　メダル20枚以上
- 組み立ての曲　　　　メダル25枚以上
- カメラマンの曲　　　メダル30枚以上

テクニカルコース
「ロッカー2」クリアで開放。曲は「○○2」のものであり、演奏中にチョーキングを用いる。
- しゅぎょうの曲　　　メダル35枚以上
- リフティングの曲　　メダル40枚以上
- シンクロの曲　　　　メダル45枚以上
- ケロケロダンスの曲　メダル50枚以上

97～100点はランクS、90～96点はランクA、80～89点はランクB、70～79点はランクC、69点以下ならランク外となる。
ライブコンテスト
「ベーシックコース」「テクニカルコース」の4曲をそれぞれメドレー形式で演奏するモード。
ギターレッスンのそれぞれのコースを全てランクA以上でクリアすることで、ライブコンテストの対応したクラスにエントリーすることができる。
テクニカルコースでは4曲終了時点で成績優秀だとアンコールが発生し、ロッカー2をさらに演奏することになる。
今作に登場したほとんどのキャラが観客として登場している。

## テレビCM出演者
- 榮倉奈々
- 高見沢俊彦（THE ALFEE）
- なだぎ武（ザ・プラン9）

※ それぞれ別のCMに単独で出演

## 評価
2009年1月には、これまで音楽ゲームの売り上げ最高記録を保持していた『パラッパラッパー』を抜き去り、音楽ゲーム歴代1位の販売本数を記録した事が発表された。

## 関連ソフト
- リズム天国 - シリーズ1作目。
- みんなのリズム天国 - シリーズ3作目。
- リズム天国 ザ・ベスト+ - シリーズ4作目。

## 関連商品
リズム天国全曲集
本作と、前作『リズム天国』のサウンドトラック。2008年10月15日発売。発売元TNX、販売元ポニーキャニオン。CD3枚組み。
リズム天国ゴールド 国内版海外版 全ボーカル集
本作のボーカル入り楽曲のサウンドトラック。2009年7月29日発売。発売元TNX、販売元ポニーキャニオン。CD1枚。日本語、英語、ドイツ語、フランス語、スペイン語、イタリア語のバージョンが含まれる。